# ラジオ@
ラジオ@(ラジオアットマーク)は、FM OSAKAで放送されていたラジオ番組。

## 概要
放送芸術学院の現役の専門学生たちがレポーターとなり、大阪人も知らない大阪を案内していた。メインDJのせぶんも現役の専門学生だった。
この番組には当時、放送芸術学院に在籍していたスカッシュ!のDJの高橋春美も出演していた。

### 沿革
- 2009年10月7日(水) - 放送開始。
- 2010年3月31日(水) - 放送終了。

## 放送時間
- 2009年10月7日 - 2010年3月31日

水 20:30 - 21:00

## 出演
- せぶん(メインDJ)
- 高橋春美
- 大西結
- その他、多数

## コーナー
なにわ＠たんけん
大阪に関するさまざまな疑問、質問を調査。
わらしべ(隔週)
大阪の人たちと物々交換していき、スタート時の放送芸術学院のボールペンが最終的に何に変わっていくのか？ を行っていた。
ラジオドラマ
桃太郎がテーマの放送芸術学院の声優科によるオリジナルドラマ。 
ktkr
キタコレ!DJせぶんの心に響いたものを紹介。